# 德尔奈基·加博尔
德尔奈基·加博尔（匈牙利語：Delneky Gábor，1932年5月29日—2008年10月26日），匈牙利男子击剑运动员。他曾获得1960年夏季奥运会击剑比赛男子佩剑团体金牌。他也在1959年和1961年世界锦标赛分别获得一枚银牌和一枚铜牌。